# Xälil of Kazan
Xalil ou Khalil (também Halil ou Chelealeck; em Tártaro e Russo: Халил; em 1467) foi um Cã do Canato de Cazã entre 1466 a 1467, mas muito pouco se sabe sobre ele. Ele era o filho mais velho do Cã Maxmud (Mahmudek ou Mäxmüd) e neto do primeiro Cã de Kazan, Ulugh Muhammad. Ele passou a vida inteiramente em Cazã. Ele ascendeu ao trono após a morte de seu pai. Ele foi sucedido por seu irmão Ibrahim de Cazã.

## Reinado
Khalil deu continuidade à política de seu pai de construção de cidades de Cazã. Khalil foi considerado um governante explosivo e agressivo. Ele era conhecido por quebrar o tratado com o Grão-Príncipe Ivã III de Moscou e pelas más relações com os Nogais. Mais tarde, ele restabeleceu os laços com os Nogais ao se casar com Nur Sultan, filha de Nogai Timur Mirza.
Nas crônicas russas, o nome Khalil não é mencionado. No entanto, seu nome é mencionado na obra do viajante do século XVI Sigismund von Herberstein " Notas sobre assuntos moscovitas " (Rerum Moscoviticarum Commentarii). Além disso, Karl Fuchs em seu trabalho de 1817, usando a antiga lista tártara de cãs de Kazan, menciona o nome de Khalil, afirmou: 
"Não há dúvida de que entre Mahmud Khan e Ibrahim Khan estava Khalil."
A mesma informação pode ser encontrada nas obras de Şihabetdin Märcani.
O jovem Khan era casado com a filha de Nogai Timur, Nur-Sultan que era dos Nogais. O casamento terminou sem herdeiro porque Xälil morreu no ano seguinte.

## Morte
Após sua morte em 1467, Nur-Sultan casou-se com o irmão mais novo e herdeiro de Khalil, Ibrahim. Ela deu à luz os filhos de Ibrahim e futuros Khans: Möxämmädämin (r. 1484–1485, 1487–1495, 1502–1518) e Ghabdellatif (r. 1496-1502). Depois que Ibrahim morreu em 1479, Nur-Sultan casou-se com o Cã da Crimeia Meñli I Giray da Crimeia, seu terceiro marido.
De acordo com uma versão, Khalil morreu na prisão, onde acabou devido a novas hostilidades entre o Canato de Kazan e o Canato da Horda Dourada.
Khalil foi enterrado no Mausoléu do Khan no Kremlin de Kazan.